# World Heroes
 World Heroes  (ワールドヒーローズ) est un jeu vidéo de combat en 2D développé par ADK et édité par SNK en 1992 sur borne d'arcade Neo-Geo MVS et sur console Neo-Geo AES, puis en 1995 sur Neo-Geo CD (NGM 053),,,. Le jeu a été porté sur les consoles Mega Drive, Super Nintendo, Saturn, PlayStation 2 et Wii. Les versions console ont été éditées par Sega, Sunsoft, Takara et Hudson Soft. C'est le premier épisode de la série World Heroes, qui est considéré comme la réponse de SNK à la sortie de Street Fighter II de Capcom ,.

## Synopsis
Le scientifique Dr Brown a inventé une Machine à voyager dans le temps et organise un tournoi ou les meilleurs combattants de chaque époque historique s'affrontent.

## Système de jeu
Huit personnages sont jouables : 
- Hanzo :  Japon
- Fuuma :   Japon
- Dragon :  Chine
- Jane :  France
- Rasputin :  Russie
- Muscle Power :  États-Unis
- J.Carn :  Mongolie
- Brocken :  Allemagne

Ils doivent affronter le boss final, Neo Geegus.

## Série
1. World Heroes (1992)
2. World Heroes 2 (1993)
3. World Heroes 2 Jet (1994)
4. World Heroes Perfect (1995)
5. World Heroes Anthology (2007)